# 1934
1934 (MCMXXXIV) fue un año común comenzado en lunes según el calendario gregoriano.

## Acontecimientos

### Enero
- 1 de enero: en Alemania entra en vigor el decreto-ley para "la mejora de la raza", que legaliza los métodos conocidos como eugenesia.
- 3 de enero: en Osek (Bohemia del Norte) sucede una catástrofe minera, en la que mueren 126 mineros.
- 7 de enero:
  - Acuerdo franco-italiano para regular los litigios fronterizos en las colonias de África. Francia cede a Libia y una parte de la Somalia francesa a Italia.
  - En los Estados Unidos, el dibujante Alex Raymond crea la historieta Flash Gordon para la empresa King Features Syndicate.
- 11 de enero: en Mendoza (Argentina) las inundaciones provocan más de 60 muertos.
- 15 de enero:
  - En Nepal se registra un terremoto de 8,0 con epicentro a 10 kilómetros al sur del Everest. Deja un saldo de unos 12.000 muertos en este país y en el estado indio de Bihar.
  - En Italia se promulga una ley acerca de la formación de corporaciones.
- 22 de enero: se estrena la película estadounidense El texano afortunado, protagonizada por John Wayne.
- 26 de enero: se firma un "tratado de no agresión" entre Alemania y Polonia, con 10 años de vigencia.
- 30 de enero: en Alemania se suprime la representación popular en los gobiernos de los Länder.

### Febrero
- El mes de febrero no tuvo luna llena, ya que hubo una el día 30 de enero y la siguiente fue el 1 de marzo de ese mismo año.
- 6 de febrero: en la plaza de la Concordia de París mueren 14 personas durante la manifestación de las ligas de extrema derecha durante los disturbios del 6 de febrero de 1934.
- 7 de febrero: en Valencia, Juan de la Cierva hace una prueba de descenso y despegue con su autogiro en la cubierta del portaaviones Dédalo.
- 9 de febrero:
  - Grecia, Turquía, Rumania y Yugoslavia firman el Pacto Balcánico para garantizar la seguridad en las fronteras.
  - En Francia, Gaston Doumergue forma nuevo Gobierno. Philippe Pétain es nombrado ministro de Guerra, cargo que ocupará hasta el cambio del gabinete el 8 de diciembre de 1934.
- 11 de febrero: en Colombia, los comunistas presentan como candidato para las elecciones presidenciales a Eutoquio Timoté, un dirigente indígena perteneciente a la comunidad pijao, el cual sería derrotado por el líder del Partido Liberal, Alfonso López Pumarejo.
- 15 de febrero: en China, Chiang Kai-Shek funda el movimiento Nueva Vida para la renovación de las costumbres.
- 16 de febrero: en Madrid, Juan de la Cierva realiza el primer vuelo con su autogiro y sobrevuela la ciudad.
- 17 de febrero:
  - El canciller austriaco, Engelbert Dollfuss, escapa a un atentado nazi.
  - Una declaración tripartita británica, francesa e italiana garantiza la independencia de Austria.
- 18 de febrero: en Noruega se promulga una ley por la que las mujeres tendrán acceso a todos los cargos oficiales del Estado y la Iglesia.
- 21 de febrero: en Managua (Nicaragua), la Guardia Nacional asesina a Augusto César Sandino, revolucionario y dirigente nicaragüense de la lucha contra el predominio estadounidense.
- 23 de febrero: en Bélgica, Leopoldo III ―nieto del genocida belga Leopoldo II― se convierte en rey.

### Marzo
- 1 de marzo: en Manchuria, el presidente Puyi es coronado emperador de Manchukuo.
- 4 de marzo: en España se fusionan Falange Española y las JONS (Juntas de Ofensiva Nacional Sindicalista) en una sola agrupación patriótica nacional-sindicalista: «FE de las JONS».
- 5 de marzo: Un terremoto de 7,6 sacude Nueva Zelanda.
- 11 de marzo: en Buenos Aires, el nadador peruano Daniel Carpio vence el Campeonato Sudamericano, con un tiempo de 1 min, 15,8 s la serie de 100 metros espalda.
- 12 de marzo: en el estado de Utah se registra un terremoto de 6,6 que deja dos fallecidos.
- 16 de marzo: en Estados Unidos, la actriz Katharine Hepburn, consigue su primer premio Óscar como mejor actriz por su interpretación en la película Gloria de un día.
- 22 de marzo:
  - En Uruguay, el doctor Gabriel Terra es reelegido presidente.
  - El escritor español Juan Ramón Jiménez retira sus versos de la segunda edición que prepara Gerardo Diego de su antología Poesía española.
- 29 de marzo: en Alemania, el Gobierno nazi priva de su nacionalidad al premio nobel de física, Albert Einstein debido a su origen judío.

### Abril
- 2 de abril: en España, Manuel Azaña funda el partido Izquierda Republicana.
- 3 de abril: se funda Izquierda Republicana tras la fusión del partido de Manuel Azaña (Acción Republicana), el Partido Republicano Radical Socialista independiente y Organización Republicana Gallega Autónoma.
- 6 de abril: España invade y ocupa el Ifni (en África).

### Mayo
- 27 de mayo: en Italia se inaugura la II edición de la Copa del mundo 1934.

### Junio
- 10 de junio: en Roma (Italia) Italia es el campeón de la Copa del Mundo de 1934 tras ganarle 2-1 a Checoslovaquia.
- 13 de junio: en Villa Pisani, 12 km al este de Padua (Italia) se reúnen Adolf Hitler y Benito Mussolini. En los siguientes días visitarán Venecia (31 km al noreste) y la XIX Bienal de Arte.
- 13 de junio: en la Unión Soviética se forman las regiones de Voronezh y Kursk.
- 13 de junio: en Washington (Estados Unidos) la Asociación de Productores y Distribuidores Cinematográficos de Estados Unidos establece la Administración del Código de Producción para hacer cumplir el Código Hays (ley de producción cinematográfica). En el futuro, todas las películas estadounidenses deberán ser revisadas y censuradas por esta oficina en relación con su «representación moralmente aceptable», en particular del contenido criminal y sexual.
- 24 de junio: se funda el club Centro Social y Recreativo Español.
- 30 de junio: en Alemania sucede la Noche de los Cuchillos Largos, en la que Adolf Hitler inicia la purga del partido nazi con la masacre y el desarme de los cuerpos de asalto SA.

### Julio
- 1 de julio:
  - En México se funda la Nacional Financiera (NAFINSA).
  - Lázaro Cárdenas del Río gana las elecciones presidenciales.
- 6 de julio: en Chile, Se produce el suceso conocido como la masacre de Ránquil, donde fueron asesinados por el estado de chile colonos e indígenas chilenos.
- 18 de julio: en Polonia, catastróficas inundaciones dejan un balance de 150 muertos y daños materiales por valor de mil millones de zlotys.

### Agosto
- 2 de agosto: a la muerte de Hindenburg, Adolf Hitler se nombra presidente de Alemania en conjunto con el cargo de Canciller. Se otorga el título de Führer y canciller del Reich.
- 22 de agosto: en los Estados Unidos, un grupo de empresarios trata de seducir al general Smedley Butler (1881-1940) para derrocar a Franklin Delano Roosevelt. Afirman que el New Deal diseñado por el presidente para reactivar el país no le hace bien a la clase empresaria.

### Octubre
- 5 de octubre: en Asturias (España) tiene lugar la Revolución de 1934 en la que un grupo de sublevados de ideología izquierdista toma el poder durante quince días haciendo frente al Gobierno de la Segunda República.
- 6 de octubre: Lluís Companys proclama el Estado Catalán, dentro de una «República Federal Española» inexistente a raíz de la Revolución de 1934. Y termina en el mando de presidente de la Generalidad de Cataluña accidentalmente Francisco Jiménez Arenas.
- 9 de octubre: en Marsella (Francia), el terrorista búlgaro Vlado Chernozemski asesina al rey Alejandro I de Yugoslavia y al ministro francés Louis Barthou.
- 16 de octubre: en China, el líder Mao Tsé Tung inicia la Larga Marcha.
- 21 de octubre: se inaugura en Madrid la plaza de toros de Las Ventas.

### Noviembre
- 7 de noviembre: en Buenos Aires la revista Leoplán saca a la venta su primer número.
- 9 de noviembre: en Buenos Aires se inaugura el tercer ramal del subterráneo porteño: la Línea C.
- 27 de noviembre: se produce el Corralito de Villamontes en el que es derrocado el presidente de Bolivia Daniel Salamanca. Tras este suceso, asumió el mando el vicepresidente José Luis Tejada Sorzano.
- La Sociedad Vegana (The Vegan Society) es fundada en Reino Unido.

### Diciembre
- 1 de diciembre: 
  - en México, Lázaro Cárdenas asume la presidencia.
  - En la Unión Soviética, es asesinado Serguéi Kírov, quién era líder del partido comunista en Leningrado, lo cual sería usado por Stalin como excusa para la Gran Purga
  - En Estados Unidos, se publica la novela de "Appointment in Samarra" de John O'hara, la cuál retrata el colapso moral de un hombre de clase alta en EE.UU
- 5 de diciembre: en Reino Unido se estrena el cortometraje de "Man of Aran" el cuál sería un ejemplo del cine etnográfico muy innovador en su momento.
- 20 de diciembre: En el Reino de Bulgaria, el primer ministro Kimon Georgiev, fortalece su poder tras el golpe de mayo anterior, con una reestructuración del Gabinete.

## Nacimientos

### Enero
- 2 de enero: Víctor García de la Concha, filólogo y escritor español.
- 3 de enero: Carlos Muñoz, actor colombiano de televisión (f. 2016).
- 4 de enero: Guillermo Velásquez Ramírez, árbitro de fútbol (f. 2017).
- 6 de enero: Sylvia Syms, actriz británica (f. 2023).
- 8 de enero: Jacques Anquetil, ciclista francés (f. 1987).
- 9 de enero: Carlos Cámara, actor dominicano (f. 2016).
- 10 de enero: Leonid Kravchuk, político ucraniano (f. 2022).
- 11 de enero: 
  - Jean Chrétien, primer ministro canadiense.
  - Antonio Seguí, pintor, escultor e ilustrador argentino (f. 2022).
- 15 de enero: 
  - Lee O Young, novelista y crítico literario surcoreano (f. 2022).
  - Mário de Araújo Cabral, piloto de automovilismo portugués (f. 2020).
- 18 de enero: 
  - José Manuel Romay Beccaría, político español.
  - César Bertrand, actor uruguayo (f. 2008).
- 20 de enero: Tom Baker, actor británico.
- 23 de enero: Carmine Caridi, actor estadounidense (f. 2019).
- 26 de enero: Fernando Cardenal, sacerdote nicaragüense, ministro de Educación y teólogo de la liberación (f. 2016).
- 27 de enero: Edith Cresson, política francesa.
- 30 de enero: Claudio Rodríguez, poeta español (f. 1999).
- 31 de enero: Ernesto Brambilla, piloto de automovilismo italiano (f. 2020).

### Febrero
- 5 de febrero: Hank Aaron, beisbolista estadounidense (f. 2021).
- 7 de febrero: Eddie Fenech Adami, político maltés.
- 10 de febrero: Rafael Ferrari, magnate hondureño (f. 2018).
- 11 de febrero: 
  - John Surtees, piloto británico de motociclismo y de Fórmula 1 (f. 2017).
  - Lourdes Canale, actriz mexicana (f. 2012).
- 12 de febrero: Caroline Worsley, aristócrata escocesa.
- 16 de febrero: Rafael Pérez Estrada, escritor español (f. 2000).
- 17 de febrero: Alan Bates, actor británico (f. 2003).
- 18 de febrero: 
  - Audre Lorde, poeta y activista estadounidense (f. 1992).
  - Paco Rabbane, diseñador de moda español. (f. 2023)
- 20 de febrero: 
  - Rubén García, actor cómico uruguayo (f. 2013).
  - Bobby Unser, piloto de automovilismo estadounidense (f. 2021).
- 23 de febrero: Augusto Algueró, director de orquesta y compositor español (f. 2011).
- 24 de febrero: 
  - Bettino Craxi, político italiano (f. 2000).
  - Bingu wa Mutharika, presidente de Malavé (f. 2012).
- 25 de febrero: Juan Joya, futbolista peruano. (f. 2007).
- 27 de febrero: Ralph Nader, activista y político estadounidense.
- 28 de febrero: Mandolino, comediante chileno (f. 2014).

### Marzo
- 3 de marzo: Helenita Vargas, cantante colombiana (f. 2011).
- 9 de marzo: Yuri Gagarin, cosmonauta soviético (f. 1968).
- 10 de marzo: Teresa Izquierdo, cocinera y escritora peruana (f. 2011).
- 14 de marzo: 
  - Leonid Rógozov, médico ruso que se practicó una autocirugía (f. 2000).
  - Dionigi Tettamanzi, cardenal italiano (f. 2017).
- 25 de marzo: Gloria Steinem, periodista, escritora y activista feminista.
- 26 de marzo: 
  - Alan Arkin, actor estadounidense (f. 2023).
  - Roy Fowler, atleta británico (f. 2009).
- 31 de marzo: Shirley Jones, actriz estadounidense.

### Abril
- 3 de abril: 

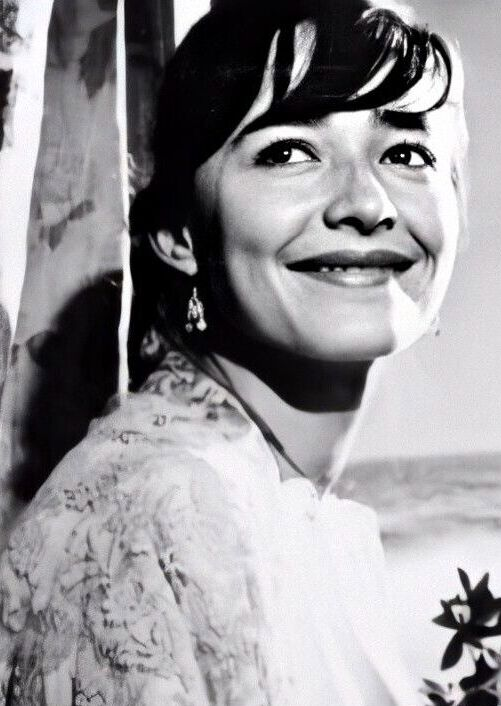
Pina Pellicer

  - Jane Goodall, etóloga inglesa y Mensajera de la Paz de la Organización de las Naciones Unidas.
  - Pina Pellicer, actriz mexicana (f. 1964).
- 5 de abril: Roman Herzog, expresidente alemán (f. 2017).
- 6 de abril: 
  - Enrique Álvarez Félix, actor mexicano (f. 1996).
  - Anton Geesink, yudoca neerlandés (f. 2010).
  - Guy Peellaert, pintor, ilustrador y fotógrafo belga (f. 2008).
- 7 de abril: Ian Richardson, actor británico (f. 2007).
- 10 de abril: Carel Godin De Beaufort, piloto neerlandés de automovilismo (f. 1964).
- 19 de abril: Jean Ziegler, escritor, político y crítico suizo.
- 23 de abril: Jaime de Jaraíz, pintor extremeño (f. 2007).
- 24 de abril: Shirley MacLaine, actriz estadounidense.
- 29 de abril: Luis Aparicio, beisbolista venezolano.

### Mayo
- 1 de mayo: 
  - Cuauhtémoc Cárdenas Solórzano, político mexicano
  - Virgilio Godoy Reyes, político nicaragüense (f. 2016).
- 3 de mayo: 
  - Georges Moustaki, cantautor egipcio (f. 2013).
  - Frankie Valli, cantante estadounidense.
- 4 de mayo: Tatiana Samóilova, actriz rusa (f. 2014).
- 6 de mayo: Luis Ángel Rojo, economista español, gobernador del Banco de España (f. 2011).
- 9 de mayo: Alan Bennett, escritor británico.
- 14 de mayo: Campo Elías Delgado, asesino colombiano, veterano de Vietnam (f. 1986).
- 18 de mayo: Eli Galdós Zubia, político español (f. 2007).
- 19 de mayo: Julio César Matías, actor dominicano (f. 1986).
- 23 de mayo: Robert Moog, ingeniero estadounidense, inventor del sintetizador (f. 2005).
- 24 de mayo: Canário (Darcy Silveira dos Santos), futbolista brasileño.
- 27 de mayo: 
  - Harlan Ellison, escritor estadounidense (f. 2018).
  - Enzo Siciliano, escritor italiano (f. 2006).
- 31 de mayo: Pablo Castellano Cardalliaguet, político español.

### Junio
- 2 de junio: Edgar Perea, narrador y periodista deportivo colombiano (f. 2016).
- 6 de junio: Alberto II, aristócrata belga.
- 7 de junio: Peter Monteverdi, piloto de automovilismo suizo (f. 1998).

- 15 de junio: 

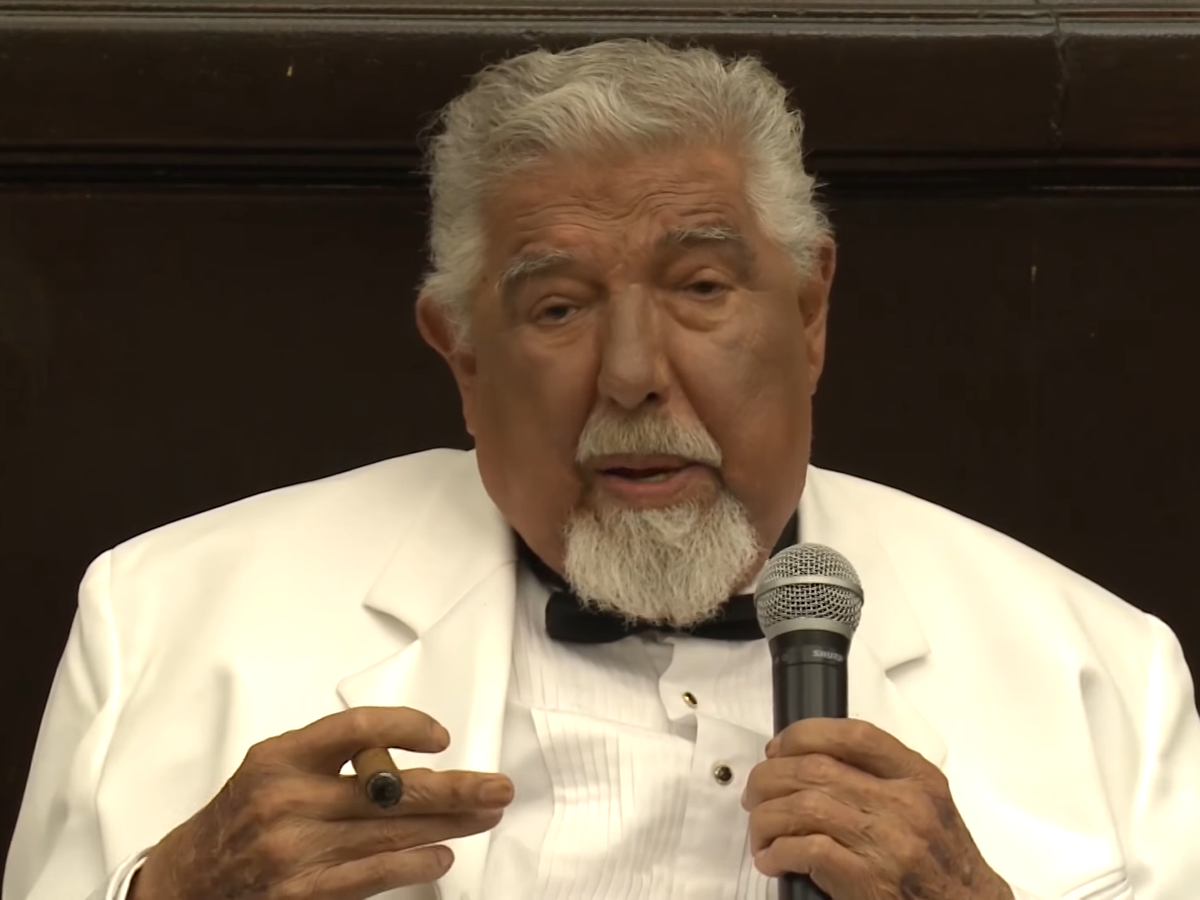
Rubén Aguirre

  - Rubén Aguirre, actor y comediante mexicano (f. 2016).
  - Mikel Laboa, cantante español (f. 2008).
  - Pablo Rudomín, biólogo, fisiólogo, neurocientífico y académico mexicano.
- 19 de junio: 
  - Bonifacio Alfonso, pintor español (f. 2011).
  - Nélida Lobato, actriz y vedette argentina (f. 1982).
  - Rubén López Ardón, obispo nicaragüense.
- 22 de junio: James Bjorken, físico teórico estadounidense.(f.2024)
- 24 de junio: George Odlum, actor y político santaluciano (f. 2003).
- 25 de junio: Beatriz Sheridan, actriz y directora mexicana (f. 2006).
- 26 de junio: Dave Grusin, pianista, arreglista y compositor estadounidense.
- 28 de junio: 
  - Georges Wolinski, dibujante francés (f. 2015).
  - Michael Artin, matemático estadounidense.
  - Carl Levin, político estadounidense (f. 2021).
- 29 de junio: 
  - Jorge Lozano Soriano, escritor y productor de televisión argentino.
  - Gabriel Bermúdez Castillo, escritor español (f. 2019).
  - José García Muñiz, marino español.

### Julio
- 1 de julio: 
  - Claude Berri, cineasta francés (f. 2009).
  - Sydney Pollack, cineasta estadounidense (f. 2008).
  - Jean Marsh, actriz británica.(f.2025)
  - Jesús García Ariño, jugador español.
- 2 de julio: Lou Carrigan (Antonio Vera Ramírez), escritor español.
- 3 de julio: Ricardo Barrios Arrechea, médico y político argentino.
- 4 de julio: Carmen Santonja, cantante y compositora española, del dúo Vainica Doble (f. 2000).
- 5 de julio: 
  - Adriana Roel, actriz mexicana (f. 2022).
  - Eduardo Oconitrillo García, escritor costarricense.
- 11 de julio: 
  - Giorgio Armani, diseñador de moda, militar y empresario italiano.
  - Jaume Traserra Cunillera, obispo católico español (f. 2019).
- 12 de julio: Gualberto Castro, actor y cantante mexicano (f. 2019).
- 13 de julio: Wole Soyinka, escritor nigeriano.
- 14 de julio: Ángel del Pozo, actor y director de cine español.(f.2025)
- 16 de julio: Tomás Eloy Martínez, escritor argentino (f. 2010).
- 21 de julio: 
  - Martín Bonnet, militar argentino (f. 2020).
  - Jonathan Miller, director de teatro y ópera, escritor, ensayista, presentador, escultor, humorista, médico y psiquiatra inglés (f. 2019).
- 22 de julio: 
  - Louise Fletcher, actriz estadounidense. (f. 2022).
  - Gemma Cuervo, actriz de teatro, cine y televisión española.
- 28 de julio: Helen Escobedo, escultora mexicana (f. 2010).

### Agosto
- 14 de agosto: 
  - Lucien Clergue, fotógrafo francés (f. 2014).
  - Calixto Ochoa, cantautor colombiano de música vallenata (f. 2015).
- 22 de agosto: Norman Schwarzkopf, militar estadounidense (f. 2012).
- 23 de agosto: Barbara Eden, actriz estadounidense.
- 28 de agosto: Toscanito (Andrés Poggio), actor infantil y empresario argentino.

### Septiembre
- 2 de septiembre: Allen Carr, escritor británico (f. 2006).
- 3 de septiembre: Lucien Müller, futbolista y entrenador francés.
- 4 de septiembre: 
  - Carlos Timoteo Griguol, futbolista y entrenador argentino (f. 2021).
  - Jan Švankmajer, escultor, diseñador y poeta checo.
  - Eduard Jil: barítono ruso (f. 2012).
- 7 de septiembre: 
  - Manuel Cardona Castro, físico español (f. 2014).
  - Omar Karami, político libanés (f. 2015).
- 9 de septiembre: Nicholas Liverpool, presidente de Dominica (f. 2015).
- 11 de septiembre: Tico Medina, periodista español (f. 2021).
- 12 de septiembre: Ana Bertha Lepe, actriz mexicana (f. 2013).
- 14 de  septiembre: Katte Millett, escritora, profesora, artista y activista feminista radical estadounidense (f. 2017).
- 17 de septiembre: Francisco López Contreras, futbolista y entrenador guatemalteco.
- 20 de septiembre: Sophia Loren, actriz italiana.
- 21 de septiembre: 
  - Leonard Cohen, cantante canadiense (f. 2016).
  - María Rubio, actriz mexicana (f. 2018).
- 22 de septiembre: Perucho Conde, humorista, poeta, escritor y actor humorístico venezolano.
- 27 de septiembre: 
  - Wilford Brimley, actor estadounidense (f. 2020).
  - Dick Schaap, locutor estadounidense (f. 2001).
- 28 de septiembre: Brigitte Bardot, actriz francesa.

### Octubre
- 1 de octubre: Emilio Botín, banquero español (f. 2014).
- 7 de octubre: Amiri Baraka, poeta y crítico musical estadounidense (f. 2014).
- 13 de octubre: Nana Mouskouri, cantante griega.
- 14 de octubre: 
  - Horacio Accavallo, boxeador argentino (f. 2022).
  - Óscar López Balestra, político uruguayo (f. 2023).
- 19 de octubre: Glória Menezes, actriz brasileña.
- 26 de octubre: Pepe Sánchez, actor y director colombiano de televisión (f. 2016).

### Noviembre
- 2 de noviembre: José Santos Colmenarez, periodista y locutor venezolano (f. 2020).
- 5 de noviembre: 
  - Kira Muratova, cineasta soviética (f. 2018).
  - Alejandro Rebollo, abogado y político español (f. 2015).
- 6 de noviembre: Paul Naschy, actor, director de cine, guionista y levantador de pesas español. (f. 2009).
- 9 de noviembre: 
  - Miriam Fletcher, periodista venezolana (f. 2013).
  - Carl Sagan, divulgador científico y astrónomo estadounidense (f. 1996).
  - Ingvar Carlsson, político sueco.
- 10 de noviembre: Lucien Bianchi, piloto italiano de automovilismo (f. 1969).
- 12 de noviembre: Charles Manson, asesino estadounidense (f. 2017).
- 15 de noviembre: Stephen Hymer, economista canadiense (f. 1974).
- 19 de noviembre: 
  - Kurt Hamrin, futbolista sueco.(f.2024)
  - Valentín Kozmich Ivanov, futbolista ruso (f. 2011).
  - Joanne Kyger, poetisa budista estadounidense, de la Generación beat (f. 2017).
- 20 de noviembre: Enrique Macaya Márquez, periodista deportivo argentino.
- 22 de noviembre: Aldyr García Schlee, escritor, periodista, traductor, diseñador gráfico y profesor brasileño, creador de la camiseta oficial de la selección de fútbol de Brasil (f. 2018).
- 27 de noviembre: Amable Liñán, un ingeniero aeronáutico e investigador español.

### Diciembre

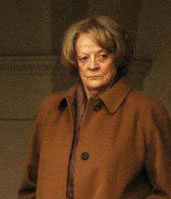
Maggie Smith

- 9 de diciembre: Judi Dench, actriz británica.
- 11 de diciembre: Ulises Estrada, revolucionario cubano (f. 2014).
- 12 de diciembre: Miguel de la Madrid, político mexicano, presidente entre 1982 y 1988 (f. 2012).
- 15 de diciembre: Elisa Montés, actriz española.(f.2024)
- 16 de diciembre: 
  - Rodolfo Llinás, científico y neurofisiólogo colombiano.
  - Pablo Sorozábal Serrano, compositor, escritor y traductor español (f. 2007).
- 18 de diciembre: Lía Jelín, actriz, bailarina, directora de teatro y coreógrafa argentina.
- 19 de diciembre: 
  - Rudi Carrell, actor y cantante neerlandés (f. 2006).
  - Pratibha Patil, presidenta india.
- 21 de diciembre: Irma Dorantes, actriz mexicana.
- 24 de diciembre: María Cuadra, actriz española.
- 27 de diciembre: 
  - Aidan chambers, escritor británico.
  - Larisa Latýnina, gimnasta soviética especialista en gimnasia rítmica.
- 28 de diciembre: Maggie Smith, actriz británica.(f.2024)

### Fechas desconocidas
- Haydée Castillo, política y economista venezolana.
- Silvio Mayorga, guerrillero nicaragüense (f. 1967).

## Fallecimientos
- 1 de enero: Jakob Wassermann, escritor alemán (n. 1873).
- 8 de enero: Andréi Bely, poeta y novelista ruso (n. 1880).
- 10 de enero: Marinus van der Lubbe, albañil y activista comunista neerlandés (n. 1909).
- 17 de enero: Mariano Dubón, sacerdote y Siervo de Dios nicaragüense (n. 1862).
- 29 de enero: Fritz Haber, químico alemán, premio nobel de química en 1918 (n. 1868).
- 9 de febrero: Claudio Williman, presidente uruguayo (n. 1861).
- 23 de febrero: Edward Elgar, compositor británico.
- 23 de febrero: Augusto César Sandino, guerrillero nicaragüense (n. 1895).
- 25 de mayo: Gustav Holst, compositor británico (n. 1874).
- 25 de mayo: Julio Martín, empresario, industrial y pionero suizo-argentino (f. 1934).
- 30 de mayo: Tōgō Heihachirō, almirante japonés (n. 1848).
- 30 de mayo: Julia Lopes de Almeida, escritora y feminista brasileña (n. 1862).
- 30 de junio: Ernst Röhm, militar alemán (n. 1887).
- 4 de julio: Marie Curie, química, física, premio nobel de física en 1903 y de química en 1911 (n. 1867).
- 7 de julio: Luis Siret, arqueólogo español (n. 1860).
- 20 de julio: Padre Cícero (Cícero-Romão Batista, 90), sacerdote católico brasileño, objeto de devoción popular (n. 1844); carismático, obtuvo gran prestigio e influencia sobre la vida social, política y religiosa del paupérrimo Nordeste de Brasil.
- 22 de julio: John Dillinger, atracador de bancos y asesino estadounidense (n. 1903).
- 25 de julio: Engelbert Dollfuss, canciller austríaco entre 1932 y 1934 (n. 1892).
- 25 de julio: Nestor Makhno, anarquista ucraniano (n. 1889).
- 27 de julio: Louis Hubert Lyautey, militar francés (n. 1854).
- 2 de agosto: Paul von Hindenburg, presidente alemán entre 1925 y 1934 (n. 1847).
- 13 de agosto: Ignacio Sánchez Mejías (43), torero español (n. 1891).
- 2 de septiembre: Miguel Morilla El Atarfeño (24), torero español (n. 1909).
- 10 de septiembre: George Henschel, pianista, director de orquesta y compositor alemán, nacionalizado británico (n. 1850).
- 1 de octubre: Luis Amigó Ferrer, religioso y obispo español (n. 1854).
- 6 de octubre: Alejandro I, rey yugoslavo entre 1929 y 1934 (n. 1888).
- 6 de octubre: Louis Barthou, abogado y político francés (n. 1862).
- 13 de octubre: la «Rosa Roja de Asturias» (Aída Lafuente), militante comunista española.
- 15 de octubre: Raymond Poincaré, presidente francés entre 1913 y 1920 (n. 1860).
- 17 de octubre: Santiago Ramón y Cajal, histólogo español, premio nobel de medicina en 1906 (n. 1852).
- 7 de noviembre: Juan Bautista Quirós Segura, político costarricense (n. 1853).
- 28 de diciembre: Pablo Gargallo, escultor y pintor español (n. 1881).

## Arte y literatura
- En los Estados Unidos, el dibujante Alex Raymond crea la historieta Flash Gordon para el King Features Syndicate.
- Hergé comienza a publicar por entregas en Le Petit Vingtième la historieta que luego será conocida como El Loto Azul.
- Graham Greene (escritor británico, 1904-1991): Es un campo de batalla.
- Salvador Dalí (pintor español): Guillermo Tell.
- José Díez-Canseco (escritor peruano) publica en Chile su novela Duque.
- Jorge Icaza (escritor ecuatoriano): Huasipungo (novela).
- Agatha Christie: publica los libros Asesinato en el Orient Express, La trayectoria del bumerán, El misterio de Listerdale, Parker Pyne investiga, Tragedia en tres actos; Retrato inacabado (bajo el seudónimo de Mary Westmacott).
- F. Scott Fitzgerald: Suave es la noche.
- Henry Miller: Trópico de Cáncer.
- George Orwell: Los días de Birmania.
- Evelyn Waugh: Un puñado de polvo.
- Federico García Lorca: Yerma.
- James M. Cain: El cartero siempre llama dos veces.
- Edgar Rice Burroughs: Piratas de Venus.
- J. R. R. Tolkien: Las aventuras de Tom Bombadil, La campana de mar.
- J. B. Priestley: Edén Término.
- Antonio Berni (pintor argentino, 1905-1981): Los desocupados.

## Cine
- La alegre divorciada (The gay divorcee), de Mark Sandrich (con Fred Astaire y Ginger Rogers).
- Cautivo del deseo (Of Human Bondage), de John Cromwell.
- Capricho imperial (The Scarlet Empress), de Josef Von Sternberg.
- La cena de los acusados (The Thin Man), de W. S. Van Dyke.
- Chapáyev (Tchapaief, el guerrillero rojo), de Serguéi Vasíliev y Gueorgui Vasíliev.
- Cleopatra, de Cecil B. DeMille.
- Corazones rotos (Break of hearts), de Philip Moeller.
- Dama por un día (Lady for a Day), de Frank Capra.
- El enemigo público número uno (Manhattan Melodrama), de W. S. Van Dyke.
- Estrictamente confidencial (Broadway Bill), de Frank Capra.
- El Fantasma del Convento de Fernando de Fuentes (México). Probablemente la primera película sonora mexicana estrictamente del género de terror, con cierta influencia de la corriente expresionista alemana.
- La hija del convicto (His Greatest Gamble), de John S. Robertson.
- El hombre que sabía demasiado (The Man Who Knew Too Much), de Alfred Hitchcock.
- La isla del tesoro, de Victor Fleming.
- La mujer del puerto de Arcady Boytler (México). Catalogada como una de las 10 mejores películas mexicanas de todos los tiempos según la lista de la revista Somos de 1994.
- Llamada a un asesino (Midnight), de Chester Erskine.
- María Galante (Marie Galante), de Henry King.
- Mauvaise Graine (Curvas Peligrosas), de Billy Wilder.
- Mística y rebelde (Spitfire), de John Cromwell.
- La mujer de todos (La signora di tutti), de Max Ophüls.
- La mujer más rica del mundo (The Richest Girl in the World), de William A. Seiter.
- No es pecado (Belle of the Nineties), de Leo McCarey.
- El pan nuestro de cada día (Our Daily Bread), de King Vidor.
- La patrulla perdida (The Lost Patrol), de John Ford.
- La pimpinela escarlata (The Scarlet Pimpernel), de Harold Young.
- Sangre gitana (The Little Minister), de Richard Wallace.
- Sucedió una noche (It Happened One Night), de Frank Capra.
- Valses de Viena (Waltzes from Vienna), de Alfred Hitchcock.

## Deporte

### Atletismo
- Del 7 al 9 de septiembre I Campeonato Europeo de Atletismo, celebrado en Turín (Italia).
  - Medallero   Alemania.

### Fútbol
- 10 de junio: en Italia se celebra el campeonato mundial de fútbol: Italia gana su primera Copa Mundial de Fútbol al ganar en la final a Checoslovaquia por 2-1.
- Campeonato Uruguayo de Fútbol: Nacional
- Primera División de Chile: Magallanes.
- Campeonato de Primera División Argentina: Boca Juniors

## Premios Nobel
- Física: 1/3 destinado al Fondo Principal y 2/3 al Fondo Especial de esta sección del premio.
- Química: Harold Clayton Urey.
- Medicina: George Hoyt Whipple, George Richards Minot, William Parry Murphy.
- Literatura: Luigi Pirandello.
- Paz: Arthur Henderson.